# Cavizzana
Cavizzana település Olaszországban, Trento megyében. Lakosainak száma 236 fő (2023. január 1.). Cavizzana Caldes és Cles községekkel határos.

## Népesség
A település népességének változása:
| Lakosok száma | 243  | 242  | 236  |
|               | 2017 | 2018 | 2023 |